# Acronicta frigida
Acronicta frigida là một loài bướm đêm trong họ Noctuidae.